# Zainab Ahmed
Pour les articles homonymes, voir Ahmed.
Zainab Ahmed, née le 16 juin 1960 dans l'État de Kaduna, au Nigéria) est une femme politique nigériane.
De 2015 à 2018, elle est secrétaire d'État (Minister of State) au Budget et à la Planification puis, de 2018 à 2023, ministre des Finances, du Budget et de la Planification.

## Biographie
Elle fait ses études à l'université Ahmadu-Bello de Zaria (licence de comptabilité en 1981) et à l'université Olabisi-Onabanjo, où elle obtient un MBA. 
Zainab Ahmed exerce différentes fonctions dans l'administration de l'État de Kaduna, puis dans des sociétés publiques de télécommunications, jusqu'à occuper le poste de directrice générale adjointe de NITEL (en), avant d'être nommée directrice générale de la Kaduna Investment Company (société publique d'investissement) en 2009 par le gouverneur de l'État de Kaduna. En 2010, elle est nommée secrétaire exécutive de l'Initiative pour la transparence dans les industries extractives au Nigéria. 
En novembre 2015, elle est nommée secrétaire d'État au Budget et à la Planification dans le gouvernement du président Muhammadu Buhari.